# روجر مور (عالم حاسوب)
روجر مور (بالإنجليزية: Roger Moore)‏ هو عالم حاسوب أمريكي، ولد في 16 نوفمبر 1939 في ريدلاندس في الولايات المتحدة، وتوفي في 21 مارس 2019.

## وصلات خارجية
- الموقع الرسمي